# Env
env是一条在Unix下的命令， 用于在重建的环境中运行程序。

## env使用语法
```
      -i, --ignore-environment
             不带环境变量启动
```

```
      -u, --unset=NAME
             从环境变量中删除一个变量
```

```
      --help 显示帮助并退出
```

```
      --version
             输出版本信息并退出
```